# 费里耶尔拉尔松
费里耶尔拉尔松（法語：Ferrière-Larçon，法語發音：[fɛʁjɛʁ laʁsɔ̃]）是法国安德尔-卢瓦尔省的一个市镇，位于该省东南部，属于洛什区。

## 地理
费里耶尔拉尔松（46°59'36"N, 0°52'53"E）面积20.87 平方千米，位于法国中央-卢瓦尔河谷大区安德尔-卢瓦尔省，该省份为法国中西部省份，北起萨尔特省、东北接卢瓦-谢尔省，东南接安德尔省，南至维埃纳省，西临曼恩-卢瓦尔省。
与费里耶尔拉尔松接壤的市镇（或旧市镇、城区）包括：贝堡、拉塞勒格南、锡朗、埃沃勒穆捷、利格伊、波尔米。

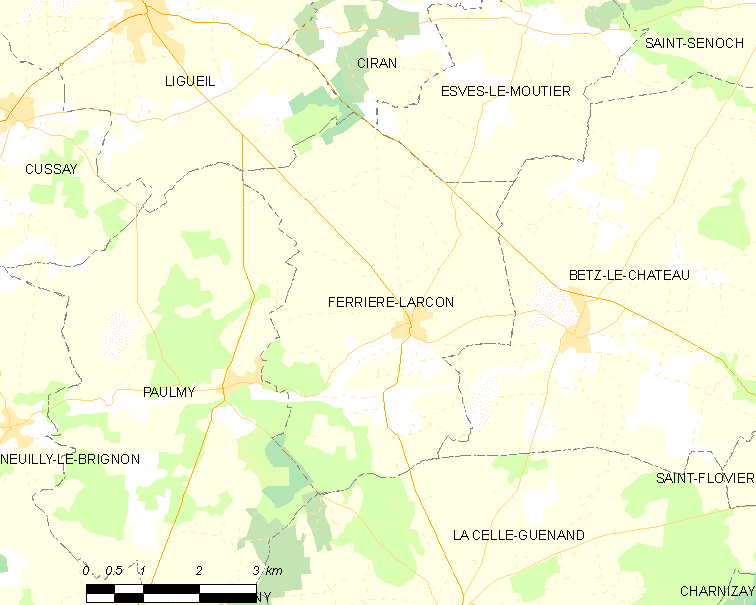
费里耶尔拉尔松的OSM定位图

费里耶尔拉尔松的时区为UTC+01:00、UTC+02:00（夏令时）。

## 行政
费里耶尔拉尔松的邮政编码为37350，INSEE市镇编码为37107。

## 政治
费里耶尔拉尔松所属的省级选区为笛卡尔县。

## 人口

1962-2008年间费里耶尔拉尔松人口变化图示

费里耶尔拉尔松于2022年1月1日时的人口数量为239人。